# 1920
| [ Edytuj tabelę ]                                                | |
| Naczelnik Państwa                                                | - 1918 Józef Piłsudski 1922 |
| Premier Polski                                                   | - 1919 Leopold Skulski 1920 - 1920 Władysław Grabski 1920 - 1920 Wincenty Witos 1921 |
| Król Afganistanu                                                 | - 1919 Amanullah Chan 1929 |
| Premier Albanii                                                  | - 1918 Turhan Pasza Përmeti 1920 - 1920 Sulejman Delvina 1920 - 1920 Ilias Vrioni 1921 |
| Współksiążęta Andory                                             | - 1919 Jaume Viladrich i Gaspar (p.o.) 1920 - 1920 Justí Guitart i Vilardebó 1940 - 1913 Raymond Poincaré 1920 - 1920 Paul Deschanel 1920 - 1920 Alexandre Millerand 1924 |
| Prezydent Argentyny                                              | - 1916 Hipólito Yrigoyen 1922 |
| Premier Australii                                                | - 1915 Billy Hughes 1923 |
| Prezydent Austrii                                                | - 1919 Karl Seitz 1920 - 1920 Michael Hainisch 1928 |
| Kanclerz Austrii                                                 | - 1918 Karl Renner 1920 - 1920 Michael Mayr 1921 |
| Premier Azerbejdżanu                                             | - 1919 Nəsib bəy Yusifbəyli 1920 - 1920 Məmməd Həsən Hacınski 1920 |
| Król Belgów                                                      | - 1909 Albert I 1934 |
| Premier Belgii                                                   | - 1918 Léon Delacroix 1920 - 1920 Henri Carton de Wiart 1921 |
| Król Bhutanu                                                     | - 1907 Ugyen Wangchuck 1926 |
| Prezydent Boliwii                                                | - 1917 José Gutiérrez Guerra 1920 - 1920 Bautista Saavedra 1925 |
| Prezydent Brazylii                                               | - 1919 Epitácio Lindolfo da Silva Pessoa 1922 |
| Sułtan Brunei                                                    | - 1906 Muhammad Jamalul Alam II 1924 |
| Car Bułgarii                                                     | - 1918 Borys III 1943 |
| Premier Bułgarii                                                 | - 1919 Aleksandyr Stambolijski 1923 |
| Prezydent Chile                                                  | - 1915 Juan Luis Sanfuentes 1920 - 1920 Arturo Alessandri Palma 1924 |
| Prezydent Chin                                                   | - 1918 Xu Shichang 1922 |
| Prezydent Czechosłowacji                                         | - 1918 Tomáš Masaryk 1935 |
| Premier Czechosłowacji                                           | - 1919 Vlastimil Tusar 1920 - 1920 Jan Černý 1921 |
| Król Danii                                                       | - 1912 Chrystian X 1947 |
| Premier Danii                                                    | - 1913 Carl Theodor Zahle 1920 - 1920 Michael Pedersen Friis 1920 - 1920 Otto Liebe 1920 - 1920 Niels Neergaard 1924 |
| Dalajlama                                                        | - 1878 Thubten Gjaco 1933 |
| Władca Egiptu                                                    | - 1917 Fu’ad I 1936 |
| Premier Egiptu                                                   | - 1919 Jusuf Wahba Pasza 1920 - 1920 Muhammad Taufik Nasim Pasza 1921 |
| Prezydent Ekwadoru                                               | - 1916 Alfredo Baquerizo 1920 - 1920 José Luis Tamayo 1925 |
| Premier Estonii                                                  | - 1919 Jaan Tõnisson 1920 - 1920 Ado Birk 1920 - 1920 Jaan Tõnisson 1920 - 1920 Ants Piip 1921 |
| Cesarz Etiopii                                                   | - 1916 Zeuditu (cesarzowa) 1930 |
| Premier Etiopii                                                  | - 1909 Habte Gijorgis 1927 |
| Prezydent Finlandii                                              | - 1919 Kaarlo Juho Ståhlberg 1925 |
| Premier Finlandii                                                | - 1919 Juho Vennola 1920 - 1920 Rafael Erich 1921 |
| Prezydent Francji                                                | - 1913 Raymond Poincaré 1920 - 1920 Paul Deschanel 1920 - 1920 Alexandre Millerand 1924 |
| Premier Francji                                                  | - 1917 Georges Clemenceau 1920 - 1920 Alexandre Millerand 1920 - 1920 Georges Leygues 1921 |
| Prezydent Senatu Wolnego Miasta Gdańska                          | - 1920 Heinrich Sahm 1931 |
| Król Grecji                                                      | - 1917 Aleksander 1920 - 1920 Konstantyn I 1922 |
| Prezydent Gruzji                                                 | - 1918 Nikola Czcheidze 1921 |
| Premier Gruzji                                                   | - 1918 Noe Żordania 1921 |
| Prezydent Gwatemali                                              | - 1898 Manuel Estrada Cabrera 1920 - 1920 Carlos Herrera 1921 |
| Prezydent Haiti                                                  | - 1915 Philippe Sudré Dartiguenave 1922 |
| Król Hiszpanii                                                   | - 1886 Alfons XIII 1931 |
| Premier Hiszpanii                                                | - 1919 Manuel Allendesalazar 1920 - 1920 Eduardo Dato 1921 |
| Król Holandii                                                    | - 1890 Wilhelmina 1948 |
| Premier Holandii                                                 | - 1918 Charles Ruijs de Beerenbrouck 1925 |
| Prezydent Hondurasu                                              | - 1919 Francisco Bográn Barahona (p.o.) 1920 - 1920 Rafael López Gutiérrez 1924 |
| Szach Iranu                                                      | - 1909 Ahmad Szah 1925 |
| Premier Iranu                                                    | - 1918 Hassan Pirnia 1920 - 1920 Fathollah Chan Akbar 1921 |
| Władca Indii                                                     | - 1910 Jerzy V 1936 |
| Król Irlandii                                                    | - 1910 Jerzy V 1936 |
| Premier Irlandii                                                 | - 1919 Éamon de Valera 1922 |
| Cesarz Japonii                                                   | - 1912 Yoshihito 1926 |
| Premier Japonii                                                  | - 1918 Takashi Hara 1921 |
| Premier Jugosławii                                               | - 1919 Ljubomir Davidović 1920 - 1920 Stojan Protić 1920 - 1920 Milenko Vesnić 1921 |
| Kalif                                                            | - 1918 Mehmed VI 1922 |
| Premier Kanady                                                   | - 1911 Robert Borden 1920 - 1920 Arthur Meighen 1921 |
| Emir Kataru                                                      | - 1913 Abd Allah ibn Kasim Al Sani 1949 |
| Prezydent Kolumbii                                               | - 1918 Marco Fidel Suárez 1921 |
| Gubernator Korei (okupacja japońska)                             | - 1919 Makoto Saitō 1927 |
| Prezydent Kostaryki                                              | - 1919 Francisco Aguilar Barquero (p.o.) 1920 - 1920 Julio Acosta García 1924 |
| Prezydent Kuby                                                   | - 1913 Mario García Menocal 1921 |
| Prezydent Liberii                                                | - 1912 Daniel Edward Howard 1920 - 1920 Charles King 1930 |
| Książę Liechtensteinu                                            | - 1858 Jan II Dobry 1929 |
| Prezydent Litwy                                                  | - 1919 Antanas Smetona 1920 |
| Premier Litwy                                                    | - 1919 Ernestas Galvanauskas 1920 - 1920 Kazys Grinius 1922 |
| Wielki książę Luksemburga                                        | - 1919 Szarlotta 1964 |
| Premier Luksemburga                                              | - 1918 Émile Reuter 1925 |
| Premier Łotwy                                                    | - 1918 Kārlis Ulmanis 1921 |
| Sułtan Maroka                                                    | - 1913 Jusuf ibn Hassan 1927 |
| Prezydent Meksyku                                                | - 1914 Venustiano Carranza 1920 - 1920 Adolfo de la Huerta 1920 - 1920 Álvaro Obregón 1924 |
| Książę Monako                                                    | - 1889 Albert I 1922 |
| Minister stanu Monako                                            | - 1919 Raymond Le Bourdon 1923 |
| Chan Mongolii                                                    | - 1911 Bogda Chan 1924 |
| Premier Mongolii                                                 | - 1919 Gonchigjalzangiin Badamdorj 1920 |
| Król Nepalu                                                      | - 1911 Tribhuvan 1950 |
| Premier Nepalu                                                   | - 1901 Chandra Shumsher Jang Bahadur Rana 1929 |
| Prezydent Niemiec                                                | - 1919 Friedrich Ebert 1925 |
| Kanclerz Niemiec                                                 | - 1919 Gustav Bauer 1920 - 1920 Hermann Müller 1920 - 1920 Konstantin Fehrenbach 1921 |
| Prezydent Nikaragui                                              | - 1917 Emiliano Chamorro Vargas 1921 |
| Król Norwegii                                                    | - 1905 Haakon VII 1957 |
| Premier Norwegii                                                 | - 1913 Gunnar Knudsen 1920 - 1920 Otto Bahr Halvorsen 1921 |
| Premier Nowej Zelandii                                           | - 1912 William Massey 1925 |
| Sułtan Omanu                                                     | - 1913 Tajmur ibn Fajsal 1932 |
| Prezydent Panamy                                                 | - 1918 Belisario Porras Barahona 1920 - 1920 Ernesto Tisdel Lefevre (p.o.) 1920 - 1920 Belisario Porras Barahona 1924 |
| Papież                                                           | - 1914 Benedykt XV 1922 |
| Prezydent Paragwaju                                              | - 1919 José Pedro Montero 1920 - 1920 Manuel Gondra 1921 |
| Prezydent Peru                                                   | - 1919 Augusto B. Leguía 1930 |
| Premier Południowej Afryki                                       | - 1919 Jan Smuts 1924 |
| Prezydent Portugalii                                             | - 1919 António José de Almeida 1923 |
| Premier Portugalii                                               | - 1919 Alfredo de Sá Cardoso 1920 - 1920 Francisco Fernandes Costa 1920 - 1920 Alfredo de Sá Cardoso 1920 - 1920 Domingos Pereira 1920 - 1920 António Maria Baptista 1920 - 1920 José Ramos Preto 1920 - 1920 António Maria da Silva 1920 - 1920 António Granjo 1920 - 1920 Álvaro de Castro 1920 - 1920 Liberato Pinto 1921 |
| Premier Rosji                                                    | - 1917 Włodzimierz Lenin 1922 |
| Król Rumunii                                                     | - 1914 Ferdynand 1927 |
| Premier Rumunii                                                  | - 1919 Alexandru Vaida-Voievod 1920 - 1920 Alexandru Averescu 1921 |
| Prezydent Salwadoru                                              | - 1919 Jorge Meléndez 1923 |
| Kapitanowie regenci San Marino                                   | - 1919 Moro Morri Francesco Pasquali 1920 - 1920 Marino Rossi Ciro Francini 1920 - 1920 Carlo Balsimelli Simone Michelotti 1920 - 1920 Marino Della Balda Vincenzo Francini 1921 |
| Sekretarz Stanu do spraw Politycznych i Zagranicznych San Marino | - 1918 Giuliano Gozi 1943 |
| Król Serbów, Chorwatów i Słoweńców                               | - 1918 Piotr I 1921 |
| Król Wielkiej Syrii                                              | - 1920 Fajsal I 1920 |
| Premier Syrii                                                    | - 1920 Ali Rida ar-Rikabi 1920 - 1920 Haszim al-Atasi (p.o.) 1920 - 1920 Ala ad-Din ad-Durubi 1920 - 1920 Dżamil al-Ulszi 1920 |
| Prezydent Szwajcarii                                             | - 1920 Giuseppe Motta 1920 |
| Król Szwecji                                                     | - 1907 Gustaw V 1950 |
| Premier Szwecji                                                  | - 1917 Nils Edén 1920 - 1920 Hjalmar Branting 1920 - 1920 Gerhard Louis De Geer 1921 |
| Król Tajlandii                                                   | - 1910 Vajiravudh 1925 |
| Król Tonga                                                       | - 1918 Salote Tupou III 1965 |
| Premier Tonga                                                    | - 1912 Tevita Tuʻivakano 1923 |
| Premier Turcji                                                   | - 1920 Mustafa Kemal 1921 |
| Sułtan Turków                                                    | - 1918 Mehmed VI 1922 |
| Prezydent Ukrainy                                                | - 1919 Symon Petlura 1926 |
| Prezydent Urugwaju                                               | - 1919 Baltasar Brum 1923 |
| Prezydent USA                                                    | - 1913 Woodrow Wilson 1921 |
| Prezydent Wenezueli                                              | - 1914 Victorino Márquez Bustillos 1922 |
| Regent Królestwa Węgier                                          | - 1920 Miklós Horthy 1944 |
| Premier Węgier                                                   | - 1919 Károly Huszár 1920 - 1920 Sándor Simonyi-Semadam 1920 - 1920 Pál Teleki 1921 |
| Monarcha Wielkiej Brytanii                                       | - 1910 Jerzy V 1936 |
| Premier Wielkiej Brytanii                                        | - 1916 David Lloyd George 1922 |
| Król Włoch                                                       | - 1900 Wiktor Emanuel III 1946 |
| Premier Włoch                                                    | - 1919 Francesco Saverio Nitti 1920 - 1920 Giovanni Giolitti 1921 |

Rok 1920 / MCMXX
stulecia: XIX wiek ~
XX wiek ~
XXI wiek

dziesięciolecia:
1890–1899 •
1900–1909 •
1910–1919 •
1920–1929
• 1930–1939
• 1940–1949
• 1950–1959

lata: 1910 «
1915 «
1916 «
1917 «
1918 «
1919 «
1920
» 1921
» 1922
» 1923
» 1924
» 1925
» 1930

## Rok 1920 ogłoszono
- Rokiem Świętym Jakubowym

## Wydarzenia w Polsce
- 3 stycznia – wojna polsko-bolszewicka: rozpoczęła się akcja zaczepna grupy wojsk gen. Edwarda Rydza-Śmigłego przeciwko bolszewikom na Dyneburg. Po całodziennych zaciętych walkach przy 30-stopniowym mrozie oddziały polskie weszły do miasta.
- 4 stycznia:
  - z Krakowa wyjechał pierwszy wagon prezentów zebranych w mieście dla żołnierzy frontu litewsko-białoruskiego (w Krakowie przygotowano ogółem około 35 tys. paczek).
  - w Bytomiu założony zostaje klub piłkarski Polonia Bytom.
- 7 stycznia – z powodu braku węgla pracę przerwała krakowska gazownia miejska. Zgasły lampy uliczne, a w wielu domach przestały działać piece. Dostawy gazu wznowiono następnego dnia rano, po otrzymaniu niewielkiego transportu węgla. Takie przerwy pojawiały się w Krakowie jeszcze kilka razy w ciągu tej zimy.
- 10 stycznia:
  - Gdańsk stał się Wolnym Miastem według postanowień traktatu wersalskiego.
  - Polska odzyskała dostęp do Bałtyku (72 km pas wybrzeża od Orłowa po Jezioro Żarnowieckie).
  - w ramach wymiany do Polski przybył pierwszy transport polskich uchodźców i zakładników z Rosji.
- 15 stycznia – wprowadzenie marki polskiej jako waluty obowiązującej w Polsce.
- 17 stycznia:
  - Wojsko Polskie pod wodzą gen. broni Józefa Hallera przekroczyło linię demarkacyjną pod Nieszawą.
  - Polska rozpoczęła przejmowanie Pomorza Gdańskiego przyznanego traktatem wersalskim.
- 18 stycznia – Wojsko Polskie wkroczyło do opuszczonego przez Niemców Torunia.
- 20 stycznia
  - oddziały Frontu Wielkopolskiego wkroczyły do Bydgoszczy, entuzjastycznie witane przez Polaków.
  - Sejm uchwalił ustawę o obywatelstwie polskim.
- 22 stycznia:
  - pierwsze po wojnie przyznanie orderu Virtuti Militari.
  - Antoni Petrykiewicz, 13-letni obrońca Lwowa, został odznaczony pośmiertnie Krzyżem Srebrnym Orderu Virtuti Militari, zostając jego najmłodszym kawalerem w historii.
  - Wojsko Polskie wkroczyło do Chełmna.
- 23 stycznia – Wojsko Polskie wkroczyło do Grudziądza.
- 24 stycznia – Wojsko Polskie wkroczyło do Sępólna Krajeńskiego.
- 28 stycznia – Wojsko Polskie zajęło Pelplin i Kamień Krajeński (w II RP Kamień Pomorski).
- 29 stycznia – Wojsko Polskie wkroczyło do Czerska, Starogardu Gdańskiego i Tucholi.
- 30 stycznia – bojówki niemieckie zamordowały na Górnym Śląsku działacza polskiego Piotra Niedurnego.
- 31 stycznia:
  - wkroczenie Wojska Polskiego do Chojnic.
  - plebiscyt na Górnym Śląsku: oddziały angielskie i włoskie obsadziły tereny plebiscytowe na Górnym Śląsku i w Olsztyńskim.
- 1 lutego – w Krakowie rozpoczął się strajk masarzy i rzeźników, usiłujących wymusić podniesienie cen maksymalnych ustalonych przez władze miejskie.
- 8 lutego:
  - oddziały brytyjskie i wysoki komisarz Ligi Narodów, Reginald Tower, przejęli Gdańsk z rąk Niemców.
  - Maciej Biesiadecki został pierwszym Komisarzem Generalnym RP w Wolnym Mieście Gdańsku.
  - Wojsko Polskie wkroczyło do Kartuz, przyłączając miasto do Rzeczypospolitej.
- 10 lutego – zaślubin Polski z morzem w Pucku dokonał gen. Józef Haller. Tym samym potwierdzono wykonanie jednego z punktów postanowień traktatu wersalskiego przyznającego Polsce 140-kilometrowy odcinek wybrzeża.
- 11 lutego – plebiscyt na Górnym Śląsku: władzę na Górnym Śląsku objęła Komisja Międzysojusznicza.
- 19 lutego – plebiscyt na Górnym Śląsku: w Bytomiu powołano Polski Komitet Plebiscytowy z Wojciechem Korfantym na czele.
- 20 lutego – w Świętochłowicach założono Klub Sportowy Śląsk Świętochłowice.
- 20–22 lutego – w Zakopanem odbyły się 1. narciarskie mistrzostwa Polski (Franciszek Bujak zwyciężył w biegu na 18 km).
- 29 lutego:
  - na Rynku Głównym w Krakowie odbył się wiec śląski z udziałem 100 tys. osób. Z tej okazji przybyło do miasta około 10 tys. gości ze Śląska Cieszyńskiego, Spisza i Orawy. W uchwalonych rezolucjach deklarowano wszelką pomoc na czas plebiscytu, zapowiadano, że sfałszowane wyniki plebiscytu nie zostaną uznane, a na wszelki gwałt ludność polska odpowie gwałtem.
  - w ramach „Tygodnia obrony Kresów Zachodnich” rozpoczęto w Krakowie zbiórkę pieniędzy, którą poparli wspólną odezwą prezes Polskiej Akademii Umiejętności (PAU) prof. K. Morawski, dowódca frontu śląskiego gen. F. Latinik oraz posłowie śląscy do Sejmu Ustawodawczego.
- Marzec – odbyły się pierwsze wybory samorządowe w II RP.
- 10 marca – wojna polsko-bolszewicka: wojska rosyjskie rozpoczęły ofensywę na zachód.
- 12 marca – Ruska Ludowa Republika Łemków została zlikwidowana przez wojsko polskie.
- 19 marca:
  - Józef Piłsudski został Pierwszym Marszałkiem Polski.
  - powstała pierwsza w II Rzeczypospolitej loża wolnomularska – Kopernik.
- 24 marca – Sejm uchwalił ustawę o nabywaniu nieruchomości przez cudzoziemców – jeden z najstarszych, obowiązujących do dziś aktów prawnych.
- 28 marca:
  - wojna polsko-bolszewicka: w odpowiedzi na polską propozycję rozpoczęcia rokowań pokojowych w Borysowie, strona rosyjska zażądała innego miejsca i całkowitego wstrzymania ognia.
  - w ujeżdżalni wojskowej przy ul. Zwierzynieckiej w Krakowie odbyły się zapasy atletyczne oraz pierwszy w Polsce mecz bokserski.
- 4 kwietnia – w Katowicach utworzono Niemiecki Komisariat Plebiscytowy.
- 20 kwietnia – w Hajdukach Wielkich (obecnie Chorzów Batory) założono Klub Sportowy Ruch Chorzów.
- 21 kwietnia – Polska podpisała układ z Ukrainą o wzajemnym współdziałaniu wojskowym. Józef Piłsudski zawarł umowę z atamanem Semenem Petlurą. W umowie tej Polska uznała prawo Ukrainy do niezawisłości (umowa warszawska).
- 22 kwietnia – Naczelny Wódz Wojska Polskiego Józef Piłsudski wydał dekret powołujący do życia Muzeum Wojska Polskiego; na stanowisko dyrektora instytucji wyznaczony został pułkownik Bronisław Gembarzewski, równocześnie dyrektor warszawskiego Muzeum Narodowego.
- 24 kwietnia – Polska i Ukraińska Republika Ludowa zawarły sojusz wojskowy.
- 25 kwietnia – wojna polsko-bolszewicka: rozpoczęła się wyprawa kijowska.
- 25–27 kwietnia – wojna polsko-bolszewicka: zagon na Koziatyn.
- 26 kwietnia:
  - wojna polsko-bolszewicka: oddziały polskie zajęły Żytomierz.
  - masakra strajkujących kolejarzy w Poznaniu. Od policyjnych kul zginęło 9 osób, 30 zostało rannych.
  - założono klub Gwiazda Bydgoszcz, najstarszy klub sportowy w mieście.
- 28 kwietnia – powstał pierwszy polski port wojenny w Pucku, którego struktury przeniesiono później do Gdyni.
- 4 maja – oddziały powstańców śląskich dotarły nad Odrę.
- 7 maja – wojna polsko-bolszewicka: oddziały polskie zajęły Kijów.
- 10 maja – rozpoczął się strajk powszechny na Górnym Śląsku, protestowano przeciwko niemieckiemu terrorowi.
- 14 maja:
  - wojna polsko-bolszewicka: początek kontrofensywy rosyjskiej.
  - został założony Związek Zawodowy Literatów Polskich.
  - w Warszawie rozpoczął się I Kongres Klasowych Związków Zawodowych.
  - w Bydgoszczy powstał Klub Sportowy Polonia.
- 16 maja – przeprowadzono wybory do Zgromadzenia Konstytucyjnego przyszłego Wolnego Miasta Gdańska.
- 17 maja – wojna polsko-bolszewicka: Wódz Naczelny Józef Piłsudski wydał dyrektywę o utworzeniu Frontu Północnego.
- 23 maja – powstała Narodowa Partia Robotnicza.
- 29 maja – wojna polsko-bolszewicka: Armia Czerwona rozpoczęła ofensywę na Ukrainie.
- 30 maja – założono klub sportowy Jagiellonia Białystok.
- 2 czerwca – w Olsztynie po raz pierwszy wykonano pieśń O Warmio moja miła.
- 4 czerwca – Sejm Ustawodawczy przyjął ustawę o tymczasowym ustroju władz szkolnych.
- 5 czerwca – 1 Armia Konna Siemiona Budionnego przerwała front polsko-rosyjski podczas wojny polsko-bolszewickiej.
- 6 czerwca – w Sopocie otwarto pierwsze kasyno na terenie obecnej Polski.
- 8 czerwca – plebiscyt na Górnym Śląsku: niemieckie bojówki napadły na Polski Komitet Plebiscytowy w hotelu „Lomnitz” w Bytomiu.
- 9 czerwca – ustąpił rząd Leopolda Skulskiego.
- 10 czerwca – wojna polsko-bolszewicka: wojska polskie i ukraińskie na skutek ofensywy Armii Czerwonej wycofały się z Kijowa.
- 14 czerwca – na inauguracyjnym posiedzeniu zebrało się Zgromadzenie Konstytucyjne Wolnego Miasta Gdańska.
- 17 czerwca – powołano Szkołę Morską w Tczewie.
- 20 czerwca – w kościele parafialnym w Wadowicach został ochrzczony Karol Wojtyła.
- 23 czerwca – utworzono pierwszy rząd Władysława Grabskiego.
- 27 czerwca:
  - Władysław Grabski został premierem RP.
  - w Warszawie utworzono Polski Związek Towarzystw Kolarskich, obecnie Polski Związek Kolarski.
- 1 lipca – powołanie Rady Obrony Państwa.
- 4 lipca – wojna polsko-bolszewicka: ruszyła ofensywa Tuchaczewskiego. W ciągu dwóch tygodni bolszewicy zajęli Mińsk, Wilno, Grodno (19 lipca) i Pińsk.
- 7–13 lipca – atak wojsk litewskich na polskie placówki w rejonie Dukszty, Niewiejtany, Butrymańce[1]
- 8 lipca – podczas wojny polsko-bolszewickiej w zdobytym przez bolszewików Tarnopolu proklamowano marionetkową Galicyjską Socjalistyczną Republikę Rad.
- 9 lipca:
  - wojna polsko-bolszewicka: bitwa pod Grebionką.
  - wojna polsko-bolszewicka: utracono dwa polskie pociągi pancerne: „Generał Iwaszkiewicz” pod Czarnym Ostrowiem i „Konarzewski” pod Bobrujskiem.
- 11 lipca – na Warmii, Mazurach i Powiślu odbył się plebiscyt. Zdecydowana większość opowiedziała się za przynależnością terenów plebiscytowych do Niemiec (tylko ok. 3,5% głosów za przynależnością do Polski).
- 14 lipca – wojna polsko-bolszewicka: oddziały polskie po walkach z Litwinami i bolszewikami wycofane zostały z Wilna. Litwini zajęli stację Nowe Troki-Landwarów.
- 15 lipca:
  - Sejm Ustawodawczy uchwalił Statut Organiczny Województwa Śląskiego, nadający autonomię polskiej części Górnego Śląska.
  - wprowadzenie ustawy o wykonaniu reformy rolnej
- 16–18 lipca – na stadionie Pogoni Lwów odbyły się I Mistrzostwa Polski w lekkiej atletyce
  - Stanisław Sośnicki triumfował w 6 konkurencjach:
    - 100 m – 11,4 s.
    - 4 × 100 m – 48,2 s.
    - skok wzwyż z miejsca – 1,26 m
    - skok w dal z miejsca – 2,87 m
    - skok w dal – 6,19 m
    - trójskok – 12,68 m

  - Wacław Kuchar ustanowił rekord Polski w biegu na 800 wynikiem 2.04,6 s.
- 19 lipca – wojska litewskie zajmują Puńsk, Sejny i Giby
- 24 lipca – został powołany Rząd Obrony Narodowej z Wincentym Witosem jako premierem. Członkami rządu byli także m.in. Ignacy Daszyński, Gabriel Narutowicz i Maciej Rataj.
- 27 lipca:
  - wojna polsko-bolszewicka: Armia Czerwona zajęła twierdzę Osowiec.
  - wojna polsko-bolszewicka: w obliczu ciężkiej sytuacji na froncie i zagrożenia kraju Episkopat Polski oddał Polskę pod opiekę Matki Boskiej.
- 28 lipca:
  - Rada Ambasadorów w Paryżu dokonała podziału Śląska Cieszyńskiego pomiędzy Polskę i Czechosłowację.
  - wojna polsko-bolszewicka: Armia Czerwona zajęła Białystok.
- 30 lipca – w Białymstoku utworzono Tymczasowy Komitet Rewolucyjny Polski. Komitet ten ogłosił Manifest do polskiego ludu roboczego miast i wsi, w którym zapowiedział utworzenie Polskiej Republiki Radzieckiej.
- 30 lipca – wojska litewskie wkraczają do Suwałk
- 31 lipca – wojna polsko-bolszewicka: Armia Czerwona zajęła twierdzę Brześć nad Bugiem.
- Sierpień – do Tarnowa przybył rząd Ukraińskiej Republiki Ludowej na czele z atamanem Symonem Petlurą (swą siedzibę miał w hotelu „Bristol” przy ul. Krakowskiej 9).
- 1 sierpnia – wojna polsko-bolszewicka: wydano rozkaz zakończenia obrony twierdzy Łomża, co otworzyło drogę sowietom na Warszawę.
- 6 sierpnia – podpisanie przez rząd litewski i sowieckie władze wojskowe konwencji w sprawie wycofania wojsk bolszewickich z zamieszkanych przez Polaków terenów (w tym Wilna), które przekazane miały być Litwie.
- 8 sierpnia – wojska litewskie wkraczają do Augustowa
- 9 sierpnia – Kazimierz Sosnkowski został ministrem spraw wojskowych.
- 10 sierpnia:
  - wojna polsko-bolszewicka: sowiecki 3. Korpus Kawalerii przekroczył Wisłę na północ od Warszawy.
  - Rada Obrony Państwa wydała odezwę do ludów świata, w której demaskowała postępowanie Sowietów w sprawie rokowań. Podkreślano pełną wykrętów rosyjską politykę stosowaną względem Polski oraz państw europejskich.
- 11 sierpnia – Rada Obrony Państwa ustanowiła Krzyż Walecznych – polskie odznaczenie wojskowe.
- 12–25 sierpnia – wojna polsko-bolszewicka: Bitwa Warszawska zakończona zwycięstwem wojsk polskich nad oddziałami Armii Czerwonej dowodzonej przez Tuchaczewskiego.
- 14 sierpnia – wojna polsko-bolszewicka: w bitwie warszawskiej zginął pod Ossowem ksiądz Ignacy Skorupka.
- 15 sierpnia – wojna polsko-bolszewicka: podczas bitwy warszawskiej polskim oddziałom udało się powstrzymać ofensywę bolszewicką.
- 16 sierpnia – wojna polsko-bolszewicka: koncentryczne uderzenie armii Władysława Sikorskiego, wyprowadzone z południowo-wschodnich fortów Modlina i znad Wkry, doprowadziło do opanowania Nasielska. Uderzenie to dało możliwość kontynuowania pomyślnych działań na Serock i Pułtusk.
- 17 sierpnia:
  - wojna polsko-bolszewicka: stoczono bitwę pod Zadwórzem nazywaną Polskimi Termopilami.
  - Niemcy, na fałszywą wieść o przegranej Bitwie Warszawskiej, rozpoczęli zajmowanie Śląska. Oddziały francuskie stacjonujące w Katowicach zmuszono do wycofania się.
  - plebiscyt na Górnym Śląsku: nacjonaliści niemieccy zamordowali w Katowicach polskiego lekarza Andrzeja Mielęckiego.
- 18–19 sierpnia – wojna polsko-bolszewicka: początek dwudniowej bitwy o Płock.
- 18 sierpnia – w więzieniu we Wronkach strażnicy pobili więźniarki-komunistki, m.in. Marię Koszutską.
- 19 sierpnia/20 sierpnia – w nocy z 19 na 20 sierpnia rozpoczęło się II powstanie śląskie (trwało do 25 sierpnia).
- 22 sierpnia – wojna polsko-bolszewicka: zwycięstwo polskie w bitwie białostockiej.
- 25 sierpnia:
  - zakończyła się Bitwa Warszawska.
  - na rozkaz polskiego dowództwa zakończono II powstanie śląskie. Powołano mieszaną Policję Plebiscytową.
- 26 sierpnia – na mocy porozumienia z bolszewikami z 6 sierpnia, do Wilna wkraczają wojska litewskie.
- 31 sierpnia – wojna polsko-bolszewicka: bitwa pod Komarowem. W wyniku ofensywy na froncie południowym Rosjanie znaleźli się w odwrocie.
- 11 września:
  - założono Wielką Lożę Narodową Polski.
  - otwarto Konsulat Generalny Niemiec w Toruniu.
- 16 września – wojna polsko-bolszewicka: zakończyła się bitwa pod Dytiatynem.
- 20 września – wojna polsko-bolszewicka: rozpoczęła się bitwa nad Niemnem (trwała do 26 września).
- 24 września – zakupiono 4 niemieckie trałowce typu FM.
- Październik – w Warszawie odbył się pierwszy w Polsce pokaz gry w rugby.
- 5 października – w Bochni zmarł Emeryk Kostyal de Tharno, mjr WP, były komendant szpitali w twierdzy Kraków, dowódca szpitala wojskowego w Bochni.
- 7 października – w Suwałkach podpisane zostało porozumienie, na mocy którego Wilno miało przypaść Litwie.
- 9 października – bunt Żeligowskiego: wojsko polskie zajęło Wilno i okolice.
- 12 października:
  - wojna polsko-bolszewicka: w Rydze podpisano polsko-radziecki preliminaryjny traktat pokojowy i umowę o rozejmie między Polską, Rosją i Ukrainą.
  - gen. Lucjan Żeligowski po zajęciu Wilna proklamował utworzenie Litwy Środkowej.
- 18 października – wojna polsko-bolszewicka: wszedł w życie rozejm z 12 października.
- 21 października – podczas wojny ukraińsko-radzieckiej na terytorium Polski została wyparta i tu internowana armia Ukraińskiej Republiki Ludowej.
- 9 listopada – została zawarta konwencja polsko-gdańska.
- 15 listopada – oficjalnie powstało Wolne Miasto Gdańsk.
- 17 listopada – uchwalono konstytucję Wolnego Miasta Gdańska.
- 22 listopada – Józef Piłsudski nadał miastu Lwów Order Virtuti Militari za bohaterską jego obronę przed Ukraińcami na przełomie 1918/1919 r.
- 29 listopada – w Bytomiu została uruchomiona Elektrociepłownia Szombierki.
- 10 grudnia:
  - w Warszawie powstała Akademia Nauk Technicznych.
  - utworzono diecezję łódzką.
- 12 grudnia – odbył się pierwszy zjazd Komunistycznej Partii Górnego Śląska.
- 16 grudnia:
  - Włoch Bernardo Attolico został mianowany Wysokim Komisarzem Ligi Narodów w Wolnym Mieście Gdańsku (urząd sprawował do 23 stycznia 1921).
  - Julian Fałat założył w Toruniu Konfraternię Artystów.
- 17 grudnia:
  - Sejm Ustawodawczy przyjął ustawę o nadaniu ziemi żołnierzom Wojska Polskiego.
  - pomiędzy anektowaną przez Polskę Litwą Środkową a Republiką Litwy utworzono pas neutralny.
- 23 grudnia – w życie weszła ustawa Sejmu reorganizująca podział administracyjny w Galicji oraz tworząca województwa: krakowskie, lwowskie, stanisławowskie i tarnopolskie.
- 29 grudnia – podniesiono banderę na kanonierce ORP „Komendant Piłsudski”.

- Wejherowo wróciło do Polski.

## Wydarzenia na świecie
- 1 stycznia – oficjalna data utworzenia Reichswehry.
- 3 stycznia:
  - łotewska wojna o niepodległość: w pierwszym dniu bitwy pod Dyneburgiem (3–25 stycznia) połączone siły łotewsko-polskie odbiły miasto z rąk bolszewików.
  - Babe Ruth, zawodnik Boston Red Sox, przeszedł do zespołu New York Yankees. Transfer był wart 125 tys. dolarów – w tym czasie była to największa suma zapłacona za gracza.
- 5 stycznia – Charles King został prezydentem Liberii.
- 7 stycznia – Biała Armia admirała Aleksandra Kołczaka poddała się w Krasnojarsku. Rozpoczął się Wielki Syberyjski Marsz Lodowy.
- 8 stycznia – założono Czechosłowacki Kościół Husycki.
- 9 stycznia – w Wielkiej Brytanii ogłoszono, że zostanie wybudowane milion domów dla weteranów I wojny światowej. Obietnica nigdy nie została zrealizowana w pełni.
- 10 stycznia – traktat wersalski wszedł w życie.
- 12 stycznia – u zachodnich wybrzeży Francji zatonął w czasie sztormu francuski statek pasażerski „Afrique”; spośród 609 osób na pokładzie ocalały 34.
- 16 stycznia:
  - powołano do życia Radę Ligi Narodów.
  - przywódcy zwycięskich państw w I wojnie światowej zażądali od Holandii ekstradycji Wilhelma II Hohenzollerna, który schronił się tam po wojnie.
- 17 stycznia:
  - Paul Deschanel został wybrany na prezydenta Francji.
  - wprowadzenie prohibicji w Stanach Zjednoczonych.
- 19 stycznia – Senat Stanów Zjednoczonych zagłosował przeciw przystąpieniu USA do Ligi Narodów.
- 20 stycznia – Alexandre Millerand został premierem Francji.
- 21 stycznia – w Paryżu zakończyła się konferencja pokojowa po I wojnie światowej. Wzięło w niej udział 27 zwycięskich państw. Polska reprezentowana była przez Ignacego Paderewskiego, Romana Dmowskiego oraz Władysława Grabskiego. Państwa pokonane w I wojnie światowej (Niemcy, Austro-Węgry, Turcja i Bułgaria) nie zostały dopuszczone do konferencji. Przedstawiono im tylko traktat do podpisania. Rosja Radziecka nie została zaproszona, gdyż mocarstwa Ententy nie uznawały rządu bolszewickiego, który podpisał osobny pokój z Niemcami.
- 22 stycznia – powstała Narodowa Partia Australii.
- 23 stycznia – Holandia odmówiła ekstradycji ostatniego niemieckiego cesarza, Wilhelma II Hohenzollerna.
- 25 stycznia – formalne rozpoczęcie działalności Ligi Narodów.
- 28 stycznia:
  - dekretem króla Hiszpanii Alfonsa XIII Burbona została utworzona Hiszpańska Legia Cudzoziemska.
  - Turcja zrezygnowała z ziem etnicznie nietureckich, a należących do Imperium Osmańskiego.
- 1 lutego – Kanadyjska Królewska Policja Konna rozpoczęła swą działalność.
- 2 lutego:
  - wojna estońsko-bolszewicka: w mieście Tartu został podpisany traktat pokojowy kończący wojnę, Rosja Bolszewicka uznała niepodległość Estonii.
  - ostatni chan Chanatu Chiwy, Sajjid Abdullah, abdykował, do Chiwy wkroczyła Armia Czerwona, a dwa miesiące później utworzono Chorezmijską LRR.
- 7 lutego – admirał Aleksandr Kołczak i polityk Wiktor Piepielajew zostali rozstrzelani w pobliżu Irkucka.
- 8 lutego – Tirana została stolicą Albanii.
- 9 lutego:
  - w Paryżu podpisano traktat przyznający archipelag Spitsbergenu Norwegii.
  - wojska brytyjskie zdobyły Taleex, stolicę leżącego na Półwyspie Somalijskim Państwa Derwiszów, kładąc kres jego istnieniu.
- 13 lutego – korpus francuski objął w imieniu Ligi Narodów administrację w spornym niemiecko-litewskim Okręgu Kłajpedy.
- 14 lutego – powstała Liga Kobiet Głosujących (ang. League of Women Voters(inne języki)) w Chicago, organizacja polityczna domagająca się dla kobiet prawa do głosowania.
- 17 lutego – Anna Anderson próbowała popełnić samobójstwo w Berlinie, dostała się do szpitala psychiatrycznego, gdzie podała się za cudem ocalałą carewnę Anastazję.
- 18 lutego – Paul Deschanel został prezydentem Francji.
- 19 lutego – wojna domowa w Rosji: wobec zbliżania się do miasta oddziałów Armii Czerwonej, członkowie Tymczasowego Rządu Obwodu Północnej – organu wykonawczego Białych w północnej Rosji – ewakuowali się drogą morską wraz z wyższymi urzędnikami, wojskowymi i ich rodzinami z Archangielska.
- 21 lutego – wojna domowa w Rosji: Armia Czerwona zajęła Archangielsk.
- 22 lutego – w miejscowości Emeryville w Kalifornii odbyły się pierwsze wyścigi psów goniących za imitacją zająca.
- 23 lutego – przedstawiciele Polski i Białoruskiej Republiki Ludowej podpisali w Rydze umowę o charakterze konwencji wojskowej, mówiącej o wspólnej walce z bolszewikami Wojska Polskiego i Białoruskiej Armii Narodowej.
- 24 lutego – w Monachium Adolf Hitler przedstawił swój program dla Narodowosocjalistycznej Niemieckiej Partii Robotników (NSDAP).
- 29 lutego – została uchwalona konstytucja Czechosłowacji.
- Marzec – pierwsze na świecie pokojowe przekazanie władzy w państwie socjaldemokratycznym w Szwecji. Hjalmar Branting objął urząd premiera po ustępującym Nilsie Edénie.
- 1 marca – węgierski admirał Miklós Horthy został regentem Węgier.
- 8 marca:
  - Dania, Kuba i Szwajcaria przystąpiły do Ligi Narodów.
  - Generalny Kongres Syryjski proklamował niepodległość Królestwa Wielkiej Syrii. Jej królem został ogłoszony Fajsal I.
- 10 marca – Hjalmar Branting został premierem Szwecji.
- 13–17 marca – pucz Kappa-Lüttwitza: doszło do nieudanej próby przewrotu monarchistycznego w Republice Weimarskiej.
- 14 marca – w plebiscycie terytorialnym w południowym Szlezwiku 80% głosujących opowiedziało się za przynależnością do Niemiec.
- 15 marca:
  - w Zagłębiu Ruhry została sformowana 50 tys. komunistyczna Armia Czerwona Zagłębia Ruhry (niem. Rote Ruhrarmee), była to reakcja na pucz Kappa-Lüttwitza.
  - Rafael Erich(inne języki) został premierem Finlandii.
  - Sándor Simonyi-Semadam został premierem Węgier.
- 17 marca – Armia Czerwona zlikwidowała Kubańską Republikę Ludową.
- 18 marca – Friedrich Ebert (Prezydent Republiki Weimarskiej) mianował gen. Hansa von Seeckta szefem Kierownictwa Wojsk.
- 19 marca – Senat Stanów Zjednoczonych po raz drugi odrzucił ratyfikację traktatu wersalskiego wraz z paktem Ligi Narodów.
- 20 marca – irlandzka wojna o niepodległość: burmistrz Corku Tomás Mac Curtain(inne języki) został zastrzelony przed swoim domem przez brytyjskiego policjanta.
- 23 marca – admirał Miklós Horthy zadeklarował, że Węgry są monarchią bez zasiadającego na tronie króla.
- 26 marca – rząd Republiki Weimarskiej zwrócił się z prośbą do Francji na pozwolenie użycia niemieckiej armii przeciw rebelianckiej Armii Czerwonej Zagłębia Ruhry, na terytorium okupowanym przez Francję.
- 27 marca – Hermann Müller został kanclerzem Niemiec.
- 29 marca – William Robertson, który wstąpił do armii brytyjskiej w roku 1877, został mianowany marszałkiem polnym – był to pierwszy przypadek kariery wojskowej w armii brytyjskiej od szeregowego do marszałka.
- 30 marca:
  - Otto Liebe(inne języki) został premierem Danii.
  - przyjęto flagę Czechosłowacji (od 1993 roku Czech).
- 31 marca – parlament brytyjski uchwalił akt prawny (ang. Government of Ireland Act 1920) dzielący Irlandię na Irlandię Północną i Irlandię Południową.
- 1 kwietnia – formalne powstanie NSDAP, z przekształcenia małej lokalnej bawarskiej partii Antona Drexlera.
- 2 kwietnia – niemiecka armia wkroczyła do Zagłębia Ruhry, by walczyć z komunistyczną Armią Czerwoną Zagłębia Ruhry.
- 4–7 kwietnia – w Jerozolimie doszło do walk między Arabami i Żydami. Brytyjski gubernator Jerozolimy ogłosił stan wojenny. Zginęło 5 Żydów i 4 Arabów, a 216 Żydów, 23 Arabów i 7 żołnierzy brytyjskich zostało rannych.
- 5 kwietnia – Michael Pedersen Friis(inne języki) został premierem Danii.
- 6 kwietnia – z inicjatywy Rosji Radzieckiej utworzona została Republika Dalekiego Wschodu jako państwo odgradzające ją od chińskich terenów okupowanych przez Japończyków.
- 11 kwietnia – Álvaro Obregón uciekł do stanu Guerrero ze stolicy Meksyku ze względu na proces sądowy, który miał zniszczyć jego reputację.
- 15 kwietnia:
  - na Litwie zakończyły się dwudniowe wybory do Sejmu Ustawodawczego.
  - Carlos Herrera y Luna został prezydentem Gwatemali.
  - w South Baintree w stanie Massachusetts doszło dwóch morderstw na tle rabunkowym, o co zostali oskarżeni i następnie skazani na śmierć włoscy anarchiści Sacco i Vanzetti.
- 18 kwietnia – na Łotwie odbyły się pierwsze wolne wybory parlamentarne.
- 19 kwietnia:
  - w Mandacie Palestyny odbyły się pierwsze wybory do żydowskiego Zgromadzenia Reprezentantów.
  - Republika Weimarska i Rosja Radziecka zgodziły się na wymianę żołnierzy, którzy dostali się do niewoli.
- 20 kwietnia:
  - rozpoczęły się VII Letnie Igrzyska Olimpijskie w Antwerpii.
  - w Sèvres pod Paryżem podpisano traktat pokojowy pomiędzy państwami ententy a Turcją.
  - w serii 7 tornad w stanach Missisipi i Alabama zginęły 224 osoby.
- 23 kwietnia:
  - Wielkie Zgromadzenie Narodowe Turcji rozwiązało rząd sułtana Mehmeda VI i ustanowiło tymczasową konstytucję.
  - reprezentacja Szwecji w hokeju na lodzie mężczyzn w swym pierwszym oficjalnym meczu pokonała w Antwerpii Belgię 8:0.
- 24 kwietnia – Francja i Wielka Brytania dokonały podziału Bliskiego Wschodu, w wyniku którego terytorium Wielkiej Syrii przypadło Francji.
- 25 kwietnia – Rada Państw Ententy przyznała Francji mandat Syrii i Libanu, a Wielkiej Brytanii mandat iracki oraz palestyński wraz z Jordanią.
- 25–27 kwietnia – wyprawa kijowska: zwycięski polski zagon na Koziatyn.
- 26 kwietnia:
  - wyprawa kijowska: wojska polskie zdobyły Żytomierz.
  - ogłoszono oficjalnie powstanie Chorezmijskiej Ludowej Republiki Radzieckiej stworzonej przez Rosję Radziecką, a będącej sukcesorem Chanatu Chiwy.
  - w Muzeum Historii Naturalnej w Waszyngtonie odbyła się tzw. Wielka Debata pomiędzy amerykańskimi astronomami Heberem Curtisem i Harlowem Shapleyem, dotycząca możliwości istnienia innych galaktyk oraz rozmiarów Wszechświata.
- 27 kwietnia – wyprawa kijowska: zwycięstwo wojsk polskich w bitwie pod Czarnobylem.
- 28 kwietnia – powstała Azerbejdżańska Socjalistyczna Republika Radziecka.
- 29 kwietnia – finał olimpijski turnieju hokeja na lodzie: Kanada pokonała USA 12:1.
- 2 maja – we włoskim Viareggio karabinier zastrzelił w trakcie meczu kibica miejscowej drużyny piłkarskiej, co doprowadziło do wybuchu rewolty i ogłoszenia „Republiki Viareggio”. Po wpłynięciu do miejscowego portu okrętu wojennego rebelianci skapitulowali.
- 3 maja:
  - Mustafa Kemal Atatürk został pierwszym premierem Republiki Tureckiej.
  - wyprawa kijowska: polscy żołnierze wjechali do Kijowa zdobycznym tramwajem, biorąc do niewoli oficera Armii Czerwonej, po czym się wycofali.
- 3–4 maja – Francuzi Bossoutrot i Bernard ustanowili rekord świata długości lotu balonem 1915,2 km.
- 5 maja:
  - amerykańskie władze wycofały zarzuty wobec grupy czołowych działaczy Towarzystwa Strażnica oraz redaktorów książki Dokonana tajemnica, aresztowanych od dwóch lat pod zarzutem utrudniania poboru do wojska podczas wojny.
  - Niels Neergaard został po raz drugi premierem Danii.
- 6 maja – wyprawa kijowska: po przeprowadzonej mobilizacji bolszewicy wysłali na Naddnieprze 120 tys. żołnierzy.
- 7 maja:
  - wyprawa kijowska: wojska polskie i ukraińskie zdobyły Kijów.
  - prezydent Venustiano Carranza został zmuszony do opuszczenia stolicy Meksyku.
  - w Moskwie zostało podpisane porozumienie między Rosją Radziecką a Demokratyczną Republiką Gruzji, uznające niepodległość Gruzji. W sześć miesięcy później Armia Czerwona dokonała inwazji na Gruzję.
- 9 maja:
  - oddziały rebeliantów pod wodzą przyszłego prezydenta Meksyku Álvaro Obregóna wkroczyły do miasta Meksyk.
  - Joanna d’Arc została kanonizowana przez Benedykta XV.
- 13 maja – otwarto Fritz-Walter-Stadion w Kaiserslautern.
- 15 maja – w Paryżu odbyła się premiera baletu Pulcinella z muzyką Igora Strawinskiego.
- 16 maja:
  - przeprowadzono referendum w Szwajcarii, w którym większość wypowiedziała się za przystąpieniem do Ligi Narodów.
  - Joanna d’Arc została kanonizowana przez papieża Benedykta XV.
- 17 maja:
  - francuskie i belgijskie oddziały okupujące miasta niemieckie po I wojnie światowej zostały wycofane.
  - pierwszy lot holenderskich linii lotniczych KLM z Amsterdamu do Londynu.
- 18 maja – w Islandii parlament (Althing) uchwalił konstytucję.
- 20/21 maja – nocą w zastawionej pułapce na drodze do Veracruz oddziały dowodzone przez Rodolfo Herrerę dokonały mordu na prezydencie Meksyku Venustiano Carranzy.
- 23 maja:
  - cierpiący na upojenie senne prezydent Francji Paul Deschanel wypadł w nocy w samej piżamie z jadącego pociągu, doznając niegroźnych obrażeń.
  - powstała Komunistyczna Partia Indonezji (PKI).
- 24 maja – Venustiano Carranza został pochowany w stolicy Meksyku – wszyscy jego sprzymierzeńcy polityczni zostali aresztowani. Adolfo de la Huerta został wybrany tymczasowym prezydentem.
- 27 maja – Tomáš Masaryk został wybrany prezydentem Czechosłowacji.
- 29 maja:
  - wyprawa kijowska: rozpoczęła się bitwa pod Wołodarką koło Kijowa.
  - wielka powódź w mieście Horncastle w hrabstwie Lincolnshire w Anglii – straciło życie 20 osób.
  - Kanadyjczyk Earl Thomson ustanowił rekord świata w biegu na 110 m ppł. wynikiem 14,4 s.
- 31 maja:
  - wyprawa kijowska: stoczono bitwy pod Bystrzykiem i pod Wołodarką.
  - zwodowano japoński pancernik „Mutsu”.
- 1 czerwca – założono holenderski klub piłkarski FC Volendam.
- 2 czerwca:
  - wojna polsko-bolszewicka: zwycięstwo wojsk polskich w bitwie pod Boryspolem koło Kijowa.
  - zwłoki zmarłego dwa lata wcześniej w więzieniu w czeskim Terezinie Gavrilo Principa, zabójcy następcy tronu Austro-Węgier arcyksięcia Franciszka Ferdynanda i jego żony Zofii von Chotek, zostały ekshumowane i przewiezione do Królestwa Serbów, Chorwatów i Słoweńców.
- 4 czerwca – został podpisany traktat w Trianon – traktat pokojowy między Węgrami a państwami Ententy. Na mocy tego traktatu Węgry utraciły 71% terytorium i 63% populacji.
- 5 czerwca – wyprawa kijowska: 1. Armia Konna Budionnego przełamała polski front pod Samhorodkiem.
- 6 czerwca:
  - odbyły się wybory do niemieckiego Reichstagu.
  - José Ramos Preto(inne języki) został premierem Portugalii.
- 8 czerwca – początek konkurencji lekkoatletycznych na VII Letnich Igrzyskach Olimpijskich w Antwerpii.
- 9 czerwca – w Londynie otwarto Imperial War Museum.
- 13 czerwca – Poczta Stanów Zjednoczonych (ang. United States Postal Service) zdecydowała, że dzieci nie mogą być przesyłane jako przesyłka w paczce.
- 15 czerwca:
  - uchwalono konstytucję Estonii.
  - w Palestynie powstała żydowska organizacja paramilitarna Hagana.
  - Niemcy i Dania zawarły nowy traktat graniczny, w którym północny Szlezwik został włączony do Danii.
- 19 czerwca – ukonstytuował się rząd litewski pod przewodnictwem przedstawiciela ludowców Kazysa Griniusa, premiera do zimy 1922.
- 21 czerwca – Konstantin Fehrenbach został kanclerzem Niemiec.
- 22 czerwca – wojska greckie zaatakowały armię turecką.
- 24 czerwca – w Rosji Radzieckiej utworzono Czuwaski Obwód Autonomiczny.
- 25 czerwca – w Niemczech utworzono rząd Konstantina Fehrenbacha.
- 26 czerwca – António Maria da Silva został premierem Portugalii.
- 1 lipca – rząd niemiecki zadeklarował neutralność w wojnie polsko-bolszewickiej.
- 5–16 lipca – konferencja w Spa.
- 10 lipca:
  - rząd Francji ustanowił dzień śmierci Joanny d’Arc (30 maja 1431) narodowym świętem Francji.
  - Arthur Meighen został wybrany premierem Kanady.
  - Polska rezygnuje z plebiscytu na Śląsku Cieszyńskim (podpisanie układów – konferencja w Spa).
- 12 lipca:
  - w Moskwie podpisano traktat litewsko-rosyjski. Rosja Radziecka uznała niepodległość Litwy.
  - formalnie otwarto Kanał Panamski, 6 lat po przepłynięciu przezeń pierwszego statku.
- 13 lipca – Rada Hrabstwa Londynu (ang. London County Council) zabroniła cudzoziemcom starania się o możliwość zostania radnym.
- 14 lipca – oddziały francuskie okupowały Damaszek i Aleppo – Francja ogłosiła detronizację króla Syrii Faisala I.
- 20 lipca – został założony holenderski klub piłkarski SC Heerenveen.
- 23 lipca:
  - wojna polsko-bolszewicka: w Smoleńsku utworzono Tymczasowy Komitet Rewolucyjny Polski.
  - Francja odniosła zwycięstwo nad armią syryjską w bitwie pod Majsalun.
- 26 lipca – w Meksyku oddziały generała Pancho Villi zajęły miasto Sabinas Hidalgo. Pancho Villa skontaktował się z rządem Adolfo de la Huerty, złożył mu ofertę warunkowej kapitulacji – 28 lipca podpisał akt kapitulacji.
- 31 lipca – we Francji wprowadzono prawo zabraniające sprzedaży środków antykoncepcyjnych.
- 2 sierpnia – brytyjski parlament uchwalił ustawę mającą przywrócić porządek w Irlandii, zawiesił działalność ławników w sądach.
- 3 sierpnia – protest katolików w Belfaście przeradza się w rozruchy.
- 10 sierpnia – przedstawiciele ostatniego sułtana Imperium Osmańskiego, Mehmeda VI, podpisali traktat w Sèvres.
- 11 sierpnia – Rosja Radziecka uznała niepodległość Estonii i Łotwy.
- 14 sierpnia – Czechosłowacja i Jugosławia podpisały układ o współpracy, rozpoczęto budowę tzw. Małej Ententy.
- 15 sierpnia – siedziba władz miejskich w miejscowości Templemore w hrabstwie Tipperary w Irlandii została spalona podczas rozruchów.
- 16 sierpnia:
  - w Antwerpii Amerykanin Frank Loomis ustanowił rekord świata w biegu na 400 m ppł. wynikiem 54,0 s.
  - założono klub piłkarski SK Tirana.
- 18 sierpnia – dziewiętnasta poprawka do konstytucji Stanów Zjednoczonych zabroniła władzom federalnym i stanowym dyskryminować wyborców ze względu na płeć (kobiety uzyskały prawo wyborcze chronione przez konstytucję).
- 19 sierpnia – wojna polsko-bolszewicka: początek rozmów pokojowych w Mińsku.
- 20 sierpnia – w Detroit w Stanach Zjednoczonych powstała pierwsza na świecie komercyjna stacja radiowa.
- 26 sierpnia – została utworzona Kazachska Autonomiczna Socjalistyczna Republika Radziecka.
- 1 września: 
  - Francja utworzyła Liban, pozostający pod jej protektoratem do 1946.
  - z inspiracji Kominternu w Baku w dniach 1-8 września miał miejsce Kongres Narodów Wschodu mający za zadanie zmobilizować wyzyskiwane ludy (w tym muzułmanskie) do wspólnej walki przeciw imperializmowi, głównie angielskiemu[2].
- 5 września – rozpoczęły się wybory prezydenta Meksyku.
- 8 września – Gabriele D’Annunzio proklamował powstanie Regencji Carnaro w Fiume (obecnie Rijeka).
- 16 września – wybuchła bomba przed budynkiem J.P. Morgana na Wall Street w Nowym Jorku – 38 osób straciło życie, a 400 zostało rannych.
- 21 września:
  - Paul Deschanel zrezygnował ze względów zdrowotnych z funkcji prezydenta Francji.
  - powstała Komunistyczna Partia Urugwaju.
- 23 września – Alexandre Millerand został prezydentem Francji.
- 24 września – wybuchła wojna armeńsko-turecka.
- 29 września – pierwsze domowe radio ukazało się w sprzedaży w USA – było to radio marki „Westinghouse” i kosztowało 10 dolarów.
- 12 października – w Rydze podpisano polsko-radziecki preliminaryjny traktat pokojowy i umowę o rozejmie między Polską, Rosją i Ukrainą.
- 14 października – w estońskim Tartu Finlandia i Rosja Radziecka zawarły traktat pokojowy.
- 18 października – tysiące bezrobotnych demonstrowało w Londynie.
- 21 października – ukazał się pierwszy numer dziennika „Rudé právo”, centralnego organu KPCz.
- 26 października – ogłoszono wyniki wyborów w Meksyku – Álvaro Obregón został prezydentem.
- 27 października – Liga Narodów przeniosła swą siedzibę do Genewy w Szwajcarii.
- 28 października – podpisano protokół besarabski.
- 30 października – doszło do bitwy pod Karsem podczas wojny armeńsko-tureckiej.
- 2 listopada:
  - Warren Harding pokonał Jamesa M. Coksa i Eugene’a V. Debsa w wyborach prezydenckich w Stanach Zjednoczonych. Były to pierwsze wybory w USA, w których kobiety mogły głosować.
  - w Pittsburghu nadawanie rozpoczęła stacja radiowa KDKA należąca do Westinghouse Electric Company (pierwsza regularna stacja radiofoniczna na świecie). Jej pierwsza audycja dotyczyła wyborów prezydenckich.
- 5 listopada – powstała Komunistyczna Partia Estonii.
- 6 listopada – w Bułgarii została utworzona Zjednoczona Partia Narodowo-Postępowa.
- 9 listopada – zawarta w Paryżu konwencja polsko-gdańska wykonująca postanowienia traktatu wersalskiego uregulowała stosunki pomiędzy Rzecząpospolitą a Wolnym Miastem Gdańskiem.
- 11 listopada – w Wielkiej Brytanii po raz pierwszy pochowano nieznanego żołnierza w Opactwie Westminsterskim, a w ślad za tym groby takie zaczęły stawiać inne kraje.
- 12 listopada:
  - podpisano w Rapallo (niedaleko Genui) traktat ustalający granice pomiędzy Włochami a Królestwem SHS.
  - na mocy traktatu w Rapallo utworzono Wolne Miasto Rijeka.
- 15 listopada – w Genewie odbyło się pierwsze zgromadzenie Ligi Narodów.
- 16 listopada – powstały Australijskie Linie Lotnicze Qantas (ang. Qantas Airways).
- 17 listopada – rada Ligi Narodów zaakceptowała konstytucję Wolnego Miasta Gdańska.
- 21 listopada – krwawa niedziela w Dublinie.
- 22 listopada – powstała emigracyjna rosyjska organizacja wojskowo-kombatancka Obszczestwo Gallipolijcew.
- 29 listopada – Armia Czerwona wkroczyła do Armenii.
- 30 listopada – Liberato Pinto(inne języki) został premierem Portugalii.
- 2 grudnia – klęską Ormian zakończyła się wojna armeńsko-turecka.
- 4 grudnia – Armia Czerwona zdobyła Erywań; upadek Demokratycznej Republiki Armenii.
- 5 grudnia – w referendum przeprowadzonym w Grecji społeczeństwo opowiedziało się za przywróceniem monarchii.
- 8 grudnia – przewodniczący rumuńskiego senatu Constantin Coandă został ciężko ranny w wyniku zamachu dokonanego przez komunistę Maksa Goldsteina.
- 9 grudnia – Michael Hainisch został prezydentem Austrii.
- 11 grudnia – władze brytyjskie wprowadziły stan wojenny w Irlandii.
- 12 grudnia – irlandzka wojna o niepodległość: wojska brytyjskie spaliły miasto Cork.
- 16 grudnia:
  - Finlandia przystąpiła do Ligi Narodów.
  - wielkie trzęsienie ziemi w prowincji Gansu w Chinach (oszacowana siła wstrząsów 8,6 w skali Richtera) spowodowało osuwanie się ziemi – zginęło około 200 tys. osób.
- 19 grudnia – Konstantyn I po śmierci swego syna Aleksandra został ponownie królem Grecji (abdykował w 1917).
- 22 grudnia:
  - w Rosji Radzieckiej na VIII Zjeździe Rad na wniosek Lenina przyjęto plan gospodarczy GOELRO (elektryfikacji kraju).
  - w Königs Wusterhausen (Brandenburgia) rozpoczęła nadawanie pierwsza niemiecka stacja radiowa.
- 23 grudnia – Wielka Brytania i Francja ratyfikowały układ graniczny pomiędzy Syrią będącą w rękach Francji a Palestyną okupowaną przez Brytyjczyków.
- 30 grudnia – utworzono Wolne Miasto Rijeka.
- dr M. Madaus zaczął wydawać czasopismo irydologiczne „Iriscorrespondens”.

## Urodzili się
- 1 stycznia:
  - Abdułła Iżajew, radziecki sierżant, uhonorowany pośmiertnie tytułem Bohatera Federacji Rosyjskiej (zm. 1995)
  - Sylwester Przedwojewski, polski aktor (zm. 2015)
  - Andrzej Witold Szwarc, polski prawnik (zm. 2016)
- 2 stycznia:
  - Isaac Asimov, amerykański pisarz science fiction (zm. 1992)
  - Anna Langfus, francuska pisarka (zm. 1966)
  - Władysław Markiewicz, socjolog (zm. 2017)
- 5 stycznia:
  - Arturo Benedetti Michelangeli, włoski pianista (zm. 1995)
  - Ñāṇavīra Thera, właśc. Harold Edward Musson, brytyjski mnich buddyjski (zm. 1965)
- 6 stycznia:
  - Jan Górec-Rosiński, polski poeta, prozaik, publicysta (zm. 2012)
  - Anna Masłowska, radziecka partyzantka, czerwonoarmistka (zm. 1980)
  - John Maynard Smith, biolog brytyjski (zm. 2004)
- 7 stycznia:
  - Majer Mały, izraelski działacz kibucowy pochodzenia polsko-żydowskiego (zm. 2021)
  - Witold Sadowy, polski aktor i publicysta (zm. 2020)
- 8 stycznia:
  - Elisabeth Fraser, amerykańska aktorka (zm. 2005)
  - Jack Günthard, szwajcarski gimnastyk (zm. 2016)
  - Tadeusz Przemysław Szafer, polski architekt i urbanista, historyk sztuki (zm. 2017)
- 9 stycznia:
  - Clive Dunn, brytyjski aktor (zm. 2012)
  - Mieczysław Pawlikowski, polski aktor teatralny i filmowy, pilot w dywizjonach 300 i 301 w Anglii (zm. 1978)
  - Stefan Żywotko, polski piłkarz i trener (zm. 2022)
- 14 stycznia – Siegmund Lympasik, niemiecki malarz i grafik (zm. 1996)
- 15 stycznia – John O’Connor, amerykański kardynał katolicki, arcybiskup Nowego Jorku (zm. 2000)
- 16 stycznia:
  - Dorota Friedler, polska tancerka pochodzenia żydowskiego (zm. 1995)
  - Stanisław Gawlikowski, polski szachista, dziennikarz i publicysta szachowy (zm. 1981)
- 18 stycznia – Wiktor Pental, polski fotograf (zm. 2013)
- 19 stycznia:
  - Aleksander Jackowski, polski etnograf, historyk sztuki (zm. 2017)
  - Roberto Marcelo Levingston, argentyński generał, polityk, prezydent Argentyny (zm. 2015)
  - Javier Pérez de Cuéllar, peruwiański polityk, dyplomata, premier Peru, sekretarz generalny ONZ (zm. 2020)
- 20 stycznia:
  - Federico Fellini, włoski reżyser filmowy i scenarzysta. Zdobył cztery Oscary w kategorii „Najlepszy film zagraniczny” (zm. 1993)
  - DeForest Kelley, amerykański aktor (zm. 1999)
- 22 stycznia – Maria Franciszka Nowak, polska farmaceutka, Sprawiedliwa wśród Narodów Świata (zm. 2020)
- 23 stycznia – Gottfried Böhm, niemiecki architekt i rzeźbiarz, laureat Nagrody Pritzkera (zm. 2021)
- 24 stycznia:
  - Teresa Baranowska-George, polska okulistka (zm. 2017)
  - Lech Bądkowski, polski pisarz, dziennikarz, tłumacz (zm. 1984)
  - Jerry Maren, amerykański aktor (zm. 2018)
- 26 stycznia – Heinz Keßler, niemiecki dowódca wojskowy (zm. 2017)
- 30 stycznia:
  - Michael Anderson, brytyjski reżyser (zm. 2018)
  - Pál Járdányi, węgierski kompozytor i muzykolog (zm. 1966)
- 31 stycznia – Bert Williams, angielski piłkarz (zm. 2014)
- 2 lutego – Kazimierz Talarczyk, polski aktor (zm. 1972)
- 3 lutego – Henry Heimlich, amerykański lekarz (zm. 2016)
- 4 lutego – Janet Waldo, amerykańska aktorka głosowa (zm. 2016)
- 5 lutego – Dedë Maçaj, albański duchowny katolicki, męczennik, błogosławiony (zm. 1947)
- 6 lutego – Michał Gamarnikow, polski ekonomista, publicysta, działacz emigracyjny (zm. 1977)
- 11 lutego – Faruk I (arab. فاروق الأول), przedostatni król i ostatni faktyczny władca nowożytnego Egiptu (zm. 1965)
- 13 lutego:
  - Carlos Quintero Arce, meksykański duchowny katolicki (zm. 2016)
  - Kazimierz Spałek, polski działacz robotniczy, przewodniczący prezydium MRN w Częstochowie (zm. 1992)
- 15 lutego – Wiesław Gruszkowski, polski architekt (zm. 2018)
- 16 lutego – William Edward Murray, australijski duchowny katolicki (zm. 2013)
- 18 lutego – Zygmunt Świechowski, polski historyk sztuki, fotograf i profesor nauk technicznych (zm. 2015)
- 20 lutego – Karl Albrecht, niemiecki przedsiębiorca (zm. 2014)
- 23 lutego – Bogdan Marian Sikorski, polski duchowny katolicki, biskup płocki (zm. 1988)
- 24 lutego – Jan Andrzej Zakrzewski, dziennikarz, tłumacz i pisarz (zm. 2007)
- 25 lutego:
  - Sun Myung Moon, koreański założyciel i przywódca Kościoła Zjednoczeniowego (zm. 2012)
  - Jerzy Pertkiewicz, doktor farmacji, żołnierz kampanii wrześniowej i Armii Krajowej (pseudonim „Drzazga”), pułkownik w stanie spoczynku, harcmistrz i Harcerz Rzeczypospolitej (zm. 2018)
- 26 lutego:
  - Anna Aleksandra Jasielska, polska działaczka społeczna (zm. 1983)
  - Lucjan Wolanowski, polski reporter i dziennikarz (zm. 2006)
- 28 lutego
  - Jadwiga Piłsudska, polska pilotka, córka Józefa Piłsudskiego (zm. 2014)
  - Anna Smoleńska, polska studentka, harcerka Szarych Szeregów (zm. 1943)
- 29 lutego:
  - Michèle Morgan, francuska aktorka (zm. 2016)
  - Helena Siekierska, polska harcerka, łączniczka ZWZ-AK (zm. 1943)
- 1 marca:
  - Simon Pimenta, indyjski duchowny katolicki, kardynał (zm. 2013)
  - Yvan Quénin, francuski koszykarz (zm. 2009)
- 3 marca:
  - James Doohan, kanadyjski aktor (zm. 2005)
  - Józef Knapik, polski polityk, poseł na Sejm PRL (zm. 1999)
  - Władysław Majcher, polski kapral podchorąży piechoty (zm. 1944)
  - Zofia Pociłowska-Kann, polska członkini ZWZ, rzeźbiarka, portrecistka, konserwatorka dzieł sztuki (zm. 2019)
- 6 marca:
  - Jadwiga Dackiewicz, polska pisarka (zm. 2003)
  - Lewis Gilbert, brytyjski reżyser (zm. 2018)
  - Teodor Kufel, polski generał (zm. 2016)
  - Celina Seghi, włoska narciarka (zm. 2022)
- 10 marca:
  - Władysława Górska, polska szachistka (zm. 2014)
  - Marian Kowalski, polski rzeźbiarz (zm. 2000)
  - Boris Vian, francuski pisarz, poeta, tłumacz i muzyk (zm. 1959)
- 11 marca:
  - Nicolaas Bloembergen, amerykański fizyk holenderskiego pochodzenia, laureat Nagrody Nobla (zm. 2017)
  - Benjamin Ferencz, amerykański prawnik węgierskiego pochodzenia (zm. 2023)
- 12 marca:
  - Longin Cegielski, polski ekonomista, polityk, poseł na Sejm PRL, wicepremier (zm. 1987)
  - Françoise d’Eaubonne, francuska pisarka, poetka, eseistka (zm. 2005)
  - Grigorij Dmitriuk, radziecki generał major lotnictwa (zm. 1982)
  - Janina Garścia, polska kompozytorka, pedagog (zm. 2004)
  - Otto Westphalen, niemiecki oficer Kriegsmarine, dowódca U-Boota (zm. 2008)
- 13 marca – Ludwik Kalkstein, literat, żołnierz konspiracji, agent Gestapo w Armii Krajowej (zm. 1994)
- 14 marca:
  - Zofia Książek-Bregułowa, polska aktorka i poetka (zm. 2014)
  - Stefan Mirowski, instruktor Związku Harcerstwa Polskiego, harcmistrz (zm. 1996)
  - Dorothy Odam-Tyler, brytyjska lekkoatletka (zm. 2014)
- 15 marca – Edward Donnall Thomas, amerykański lekarz, laureat Nagrody Nobla (zm. 2012)
- 16 marca:
  - Marianna Dudek-Maćkowiak, polska pisarka, poetka (zm. 2017)
  - Leopold Gernhardt, austriacki piłkarz, trener (zm. 2013)
  - Traudl Junge, niemiecka sekretarka Adolfa Hitlera (zm. 2002)
  - Leo McKern, brytyjski aktor pochodzenia australijskiego (zm. 2002)
- 17 marca:
  - Adam Bartecki, polski chemik (zm. 2010)
  - Sheikh Mujibur Rahman, dwukrotny prezydent Bangladeszu (zm. 1975)
  - Józef Rusak, polski kombatant Armii Krajowej, jeden z żołnierzy wyklętych (zm. 2021)
  - José Tomás Sánchez, filipiński duchowny katolicki, kardynał (zm. 2012)
- 19 marca:
  - Kjell Aukrust, norweski rysownik, malarz i pisarz (zm. 2002)
  - Laurent Noël, kanadyjski duchowny katolicki (zm. 2022)
- 20 marca:
  - Pamela Harriman, amerykańska działaczka polityczna (zm. 1997)
  - Éric Rohmer, francuski reżyser filmowy (zm. 2010)
  - Zbigniew Stolarek, polski reportażysta, tłumacz literatury pięknej, poeta, redaktor książek (zm. 1988)
- 22 marca:
  - Josip Manolić, chorwacki polityk (zm. 2024)
  - Charles Stein, amerykański statystyk (zm. 2016)
  - Fanny Waterman, brytyjska pianistka (zm. 2020)
- 23 marca – Neal Edward Smith, amerykański polityk (zm. 2021)
- 24 marca:
  - Jan Gurda, polski duchowny katolicki, biskup pomocniczy kielecki (zm. 1993)
  - Zofia Lewenstam, polska lekarka, uczestniczka powstania warszawskiego (zm. 2013)
  - Carlo Monti, włoski lekkoatleta (zm. 2016)
- 26 marca – Sergio Livingstone, chilijski piłkarz (zm. 2012)
- 29 marca – Gottfried Weilenmann, szwajcarski kolarz szosowy (zm. 2018)
- 30 marca – Zbigniew Jarzyński fotografik, łódzki działacz krajoznawczy i ochrony zabytków (zm. 1992)
- 31 marca – Krystyna Nepomucka, polska pisarka (zm. 2015)
- 1 kwietnia – Toshirō Mifune, japoński aktor filmowy (zm. 1997)
- 3 kwietnia – Stanisława Świderska, polska robotnica i działaczka polityczna (zm. 2012)
- 5 kwietnia:
  - Arthur Hailey, pisarz kanadyjski pochodzenia brytyjskiego (zm. 2004)
  - Aniela Kupiec, polska działaczka społeczna (zm. 2019)
  - Feodora zu Solms, austriacka arystokratka, lekkoatletka, skoczkini wzwyż (zm. 2006)
- 6 kwietnia:
  - Edmond Henri Fischer, amerykański biochemik, laureat Nagrody Nobla (zm. 2021)
  - Anatolij Sawin, radziecki i rosyjski naukowiec (zm. 2016)
- 7 kwietnia – Ravi Shankar, indyjski kompozytor i wirtuoz gry na sitarze (zm. 2012)
- 10 kwietnia – Maciej Słomczyński, polsko-amerykańsko-angielski pisarz, tłumacz (zm. 1998)
- 11 kwietnia – Mieczysław Rosół, polski żołnierz konspiracji niepodległościowej w czasie II wojny światowej, porucznik WP w stanie spoczynku (zm. 2023)
- 12 kwietnia – Anna Kamieńska, polska poetka, pisarka, tłumaczka i krytyk literacki (zm. 1986)
- 13 kwietnia:
  - Liam Cosgrave, irlandzki polityk (zm. 2017)
  - Eli’ezer Preminger, izraelski polityk, (zm. 2001)
- 14 kwietnia:
  - Antônio Afonso de Miranda, brazylijski duchowny katolicki, biskup Taubaté (zm. 2021)
  - Emilio Colombo, włoski polityk (zm. 2013)
  - Thomas Szasz, amerykański psychiatra (zm. 2012)
- 15 kwietnia:
  - Victor Louis Ménage, brytyjski historyk i turkolog (zm. 2015)
  - Richard von Weizsäcker, niemiecki polityk (zm. 2015)
- 16 kwietnia – Bill Sidwell, australijski tenisista (zm. 2021)
- 19 kwietnia:
  - Marvin Mandel, amerykański polityk (zm. 2015)
  - Julien Ries, belgijski duchowny katolicki, kardynał (zm. 2013)
  - Kazimierz Smoleń, więzień obozu koncentracyjnego Auschwitz, główny twórca i dyrektor Państwowego Muzeum Auschwitz-Birkenau w Oświęcimiu (zm. 2012)
- 20 kwietnia:
  - John Paul Stevens, amerykański prawnik (zm. 2019)
  - Gianrico Tedeschi, włoski aktor (zm. 2020)
- 21 kwietnia:
  - Hans Henning Ørberg, duński językoznawca (zm. 2010)
  - Bronisław Stoj, polski inżynier mechanik, kawaler Orderu Polonia Restituta (zm. 2020)
- 23 kwietnia – Jacek Woźniakowski, polski historyk sztuki nowoczesnej, pisarz, eseista, publicysta, dziennikarz, edytor, wydawca (zm. 2012)
- 24 kwietnia – Wincenty Szober, polski powstaniec (zm. 2009)
- 27 kwietnia – Antoni Hlavaty, polski lekarz, specjalista ortopedii i chirurgii urazowej (zm. 2020)
- 28 kwietnia – Zenon Wróblewski, polski polityk (zm. 2006)
- 30 kwietnia – Tom Moore, brytyjski wojskowy (zm. 2021)
- 4 maja – Halle Janemar, szwedzki kolarz (zm. 2016)
- 5 maja – Józef Okuniewski, polski ekonomista i polityk (zm. 2016)
- 6 maja:
  - Kamisese Mara, prezydent i premier Fidżi (zm. 2004)
  - Juliusz Wilczur-Garztecki, polski tłumacz i pisarz (zm. 2017)
- 7 maja:
  - Zygmunt Adamski, polski reżyser, scenarzysta i operator filmów dokumentalnych (zm. 2013)
  - Georgette Thiollière, francuska narciarka alpejska (zm. 2010)
- 8 maja: 
  - Stanisława Bartosiewicz, polska ekonomistka (zm. 2022)
  - Stanisława Stanisławska-Majdrowicz, polska tancerka, choreografka, reżyser teatralna (zm. 2013)
- 9 maja:
  - Richard Adams, brytyjski pisarz (zm. 2016)
  - William Tenn, amerykański pisarz science fiction (zm. 2010)
- 12 maja:
  - Irena Anders, polska artystka rewiowa, pieśniarka, działaczka polonijna w Wielkiej Brytanii, druga żona gen. Władysława Andersa (zm. 2010)
  - Stanisław Grzelak, polski kolarz
- 13 maja:
  - Mirosław Bulešić, chorwacki duchowny katolicki, męczennik, błogosławiony (zm. 1947)
  - Wasos Lisaridis, cypryjski polityk i lekarz (zm. 2021)
- 14 maja – Henryk Białczyński, polski statystyk, urzędnik państwowy i samorządowy, przewodniczący PMRN Płocka (zm. 2018)
- 15 maja – Nasrallah Piotr Sfeir, duchowny katolicki Kościoła maronickiego, kardynał (zm. 2019)
- 16 maja – Leopold Tyrmand, polski pisarz i publicysta (zm. 1985)
- 17 maja – Lydia Wideman, fińska biegaczka narciarska (zm. 2019)
- 18 maja:
  - Emanuele Gerada, maltański duchowny katolicki, arcybiskup, nuncjusz apostolski (zm. 2011)
  - Edward Jaworski, polski podpułkownik pilot (zm. 2012)
  - René Pontoni, argentyński piłkarz (zm. 1983)
  - Anthony Storr, brytyjski psychiatra, psychoanalityk, pisarz (zm. 2001)
  - Karol Wojtyła, polski duchowny katolicki, arcybiskup metropolita krakowski, kardynał, papież Jan Paweł II, święty (zm. 2005)
- 21 maja – John Chadwick, brytyjski filolog klasyczny, wraz z Michaelem Ventrisem odczytał pismo linearne B (zm. 1998)
- 22 maja – Thomas Gold, amerykański astrofizyk (zm. 2004)
- 24 maja:
  - Anna Kowalska-Lewicka, polska etnografka (zm. 2009)
  - Wim van Duyl, holenderski żeglarz, olimpijczyk (zm. 2006)
- 25 maja – Arthur Wint, jamajski lekkoatleta (zm. 1992)
- 26 maja – Peggy Lee, amerykańska piosenkarka i aktorka (zm. 2002)
- 28 maja – Yvonne Curtet, francuska lekkoatletka, skoczkini w dal (zm. 2025)
- 29 maja – John Harsanyi, amerykański ekonomista, matematyk i filozof, pochodzenia węgierskiego, laureat Nagrody Nobla (zm. 2000)
- 30 maja – Joe Kirkwood Jr., amerykański golfista i aktor (zm. 2006)
- 31 maja – Stefania Kalus, polska lekkoatletka i łyżwiarka figurowa (zm. 1985)
- 2 czerwca – Marcel Reich-Ranicki, niemiecki krytyk literacki polskiego pochodzenia (zm. 2013)
- 5 czerwca – Jan Mazur, polski duchowny katolicki, biskup pomocniczy lubelski, biskup siedlecki (zm. 2008)
- 7 czerwca – Jan Michalski, polski chemik (zm. 2016)
- 8 czerwca:
  - Iwan Kożedub, radziecki lotnik, as myśliwski II wojny światowej (zm. 1991)
  - Ryszard Schramm, polski biolog, taternik i podróżnik (zm. 2007)
- 11 czerwca – Albin Chalandon, francuski polityk, minister (zm. 2020)
- 13 czerwca – Danuta Przystasz, uczestniczka powstania warszawskiego, współorganizatorka i komendantka autonomicznej organizacji kobiecej Związek Kobiet Czynu (zm. 2019)
- 15 czerwca – Anna Kopeć, polska rolniczka, Sprawiedliwa wśród Narodów Świata (zm. 2018)
- 16 czerwca – José López Portillo, polityk meksykański, prezydent Meksyku (zm. 2004)
- 17 czerwca:
  - Patrick Duffy, brytyjski polityk
  - Setsuko Hara, japońska aktorka (zm. 2015)
  - François Jacob, francuski genetyk, laureat Nagrody Nobla (zm. 2013)
- 18 czerwca
  - Josef Bau (hebr. יוסף באו), polsko-izraelski poeta, prozaik, malarz, grafik i fotograf pochodzenia żydowskiego (zm. 2002)
  - Zenon Voelkel, polski lekarz weterynarii (zm. 2023)
- 20 czerwca – Adriano Ossicini, włoski psychiatra, nauczyciel akademicki i polityk (zm. 2019)
- 25 czerwca – Lassie Lou Ahern, amerykańska aktorka dziecięca (zm. 2018)
- 29 czerwca:
  - Odo Fusi Pecci, włoski duchowny katolicki (zm. 2016)
  - Ray Harryhausen, amerykański producent filmowy (zm. 2013)
- 2 lipca – Herbie Harper, amerykański puzonista jazzowy (zm. 2012)
- 3 lipca – George Weedon, brytyjski gimnastyk (zm. 2017)
- 5 lipca – Ignacy Machowski, polski aktor (zm. 2001)
- 6 lipca – Janusz Bylczyński, polski aktor (zm. 1990)
- 8 lipca – Zdzisław Baszak, generał brygady Wojska Polskiego (zm. 2024)
- 10 lipca – Owen Chamberlain, fizyk amerykański, laureat Nagrody Nobla (zm. 2006)
- 11 lipca – Yul Brynner, amerykański aktor, pochodzenia rosyjskiego, laureat Nagrody Oscara (zm. 1985)
- 12 lipca – Maria Piechotka, polska architekt (zm. 2020)
- 17 lipca – Juan Antonio Samaranch, hiszpański działacz sportowy i dyplomata, prezydent Międzynarodowego Komitetu Olimpijskiego (zm. 2010)
- 18 lipca – Ludwik Benoit, polski aktor teatralny i filmowy (zm. 1992)
- 19 lipca – Robert Mann, amerykański skrzypek, kompozytor i dyrygent (zm. 2018)
- 20 lipca (lub 20 lipca 1921) – Franciszek Walicki, polski dziennikarz muzyczny (zm. 2015)
- 21 lipca – Gunnar Thoresen, norweski piłkarz (zm. 2017)
- 22 lipca – René Quitral, chilijski piłkarz (zm. 1982)
- 24 lipca:
  - Tamar Eszel, izraelska dyplomatka i polityk (zm. 2022)
  - Stanisław Żurakowski, polski historyk emigracyjny (zm. 2023)
- 25 lipca – Rosalind Franklin, brytyjska biolog i genetyk, współodkrywczyni podwójnej helisy DNA (zm. 1958)
- 26 lipca – Anna Kotarbińska, polska podporucznik, łączniczka AK (zm. 1944)
- 27 lipca – Zbigniew Badura, polski konstruktor lotniczy, szybownik
- 28 lipca – Andrew V. McLaglen, amerykański reżyser (zm. 2014)
- 30 lipca:
  - Bernard Wiechuła, cichociemny, żołnierz AK (zm. 2000)
  - Ludwik Wiechuła, cichociemny, żołnierz AK (zm. 1987)
- 1 sierpnia:
  - Krystyna Kotowicz, polska pianistka, pedagog, dama orderów (zm. 2017)
  - Sammy Lee, amerykański skoczek do wody (zm. 2016)
  - Bohdan Osadczuk, ukraiński publicysta i dziennikarz, badacz historii Europy Środkowo-Wschodniej (zm. 2011)
- 3 sierpnia:
  - Norman Dewis, brytyjski inżynier i kierowca wyścigowy (zm. 2019)
  - P.D. James, angielska pisarka (zm. 2014)
- 4 sierpnia – Helen Thomas, amerykańska dziennikarka (zm. 2013)
- 6 sierpnia – Hubert Germain, francuski wojskowy i polityk, minister (zm. 2021)
- 9 sierpnia:
  - Milton George Henschel, prezes Towarzystwa Strażnica Świadków Jehowy (zm. 2003)
  - Manuel Lozano Garrido, hiszpański dziennikarz, błogosławiony katolicki (zm. 1971)
  - Irmgard Praetz, niemiecka lekkoatletka, skoczkini w dal (zm. 2008)
- 12 sierpnia
  - Wilhelm Altvater, niemiecki polityk, deputowany do Bundestagu (zm. 2001)
  - Anna Sucheni-Grabowska, polska historyk, profesor nauk humanistycznych (zm. 2012)
- 13 sierpnia – Jean Honoré, francuski duchowny katolicki, kardynał (zm. 2013)
- 16 sierpnia:
  - Charles Bukowski, amerykański poeta i powieściopisarz niemieckiego i polskiego pochodzenia (zm. 1994)
  - Olgierd Szerląg, polski artysta-plastyk, malarz pejzażysta, twórca mozaik, projektant mebli, wystrojów wnętrz, neonów, odznak (zm. 1996)
- 17 sierpnia – Maureen O’Hara, irlandzka aktorka i piosenkarka (zm. 2015)
- 18 sierpnia – Shelley Winters, amerykańska aktorka, laureatka dwóch Oscarów (zm. 2006)
- 20 sierpnia:
  - Jack Baxter, australijski rugbysta (zm. 2004)
  - Vincentas Sladkevičius, litewski duchowny katolicki, arcybiskup Kowna, kardynał (zm. 2000)
- 22 sierpnia – Ray Bradbury, amerykański pisarz science fiction (zm. 2012)
- 24 sierpnia – Krystyna Łyczywek, polska tłumaczka i dziennikarka (zm. 2021)
- 26 sierpnia:
  - Bolesław Strużek, działacz państwowy w okresie PRL, ekonomista (zm. 2007)
  - Stefan Stuligrosz, polski dyrygent chórów, twórca Chóru Chłopięco-Męskiego „Poznańskie Słowiki”, kompozytor (zm. 2012)
  - Prem Tinsulanonda, tajski generał (zm. 2019)
- 29 sierpnia:
  - Owen J, Baggett, amerykański pilot (zm. 2006)
  - Halina Kossobudzka, polska aktorka (zm. 1994)
  - Charlie Parker, amerykański muzyk jazzowy (zm. 1955)
- 30 sierpnia – Leonid Szwarcman, radziecki animator (zm. 2022)
- 1 września – Magnus Wassén, szwedzki żeglarz (zm. 2014)
- 6 września – Lawrence LeShan, amerykański psycholog (zm. 2020)
- 7 września – Stefania Jabłońska, polska lekarka (zm. 2017)
- 9 września – Jerzy Rachwał, polski podharcmistrz (zm. 2016)
- 10 września – Calyampudi Radhakrishna Rao, indyjski matematyk i statystyk (zm. 2023)
- 14 września:
  - Mario Benedetti, urugwajski dziennikarz, nowelista i poeta (zm. 2009)
  - Lawrence Klein, ekonomista amerykański, laureat Nagrody Nobla (zm. 2013)
- 16 września – Hannie Schaft, holenderska studentka, członkini ruchu oporu (zm. 1945)
- 17 września:
  - Janusz Brochwicz-Lewiński, polski żołnierz AK, generał brygady, uczestnik powstania warszawskiego (zm. 2017)
  - Marjorie Holt, amerykańska prawniczka i polityk (zm. 2018)
  - Michal Hornstein, kanadyjski przedsiębiorca, kolekcjoner sztuki i filantrop (zm. 2016)
- 18 września – Jack Warden, amerykański aktor (zm. 2006)
- 21 września:
  - Jerzy Lorens, polski działacz partyjny i państwowy (zm. 2014)
  - Kenneth McAlpine, brytyjski kierowca wyścigowy (zm. 2023)
- 22 września – Henryk Zieliński, polski historyk, badacz historii Polski i Śląska oraz stosunków polsko-niemieckich (zm. 1981)
- 23 września:
  - Aleksandr Harutiunian, kompozytor ormiański (zm. 2012)
  - Marie Logoreci, albańska aktorka, wokalistka (zm. 1988)
  - Carl-Erik Ohlson, szwedzki żeglarz, medalista olimpijski (zm. 2015)
  - Mickey Rooney, amerykański aktor (zm. 2014)
- 24 września – Richard Bong, amerykański pilot, as myśliwski II wojny światowej (zm. 1945)
- 27 września:
  - William Conrad, amerykański aktor (serial Gliniarz i prokurator) (zm. 1994)
  - Anna Komornicka, polska filolog, profesor nauk humanistycznych (zm. 2018)
  - Krystyna Wilkowska-Chomińska, polska muzykolog (zm. 2003)
- 29 września – Peter D. Mitchell, brytyjski biochemik, laureat Nagrody Nobla (zm. 1992)
- 1 października – Walter Matthau, amerykański aktor (zm. 2000)
- 3 października – Jadwiga Brześniowska, polska lekkoatletka, siatkarka (zm. 1993)
- 6 października – Arkadiusz Degler, polski żołnierz AL (zm. 1944)
- 8 października – Frank Herbert, amerykański pisarz science-fiction (zm. 1986)
- 9 października – Jason Wingreen, amerykański aktor (zm. 2015)
- 15 października – Mario Puzo, amerykański pisarz włoskiego pochodzenia (zm. 1999)
- 15 października – Abdulla Cangonji, albański malarz (zm. 1987)
- 17 października:
  - Montgomery Clift, amerykański aktor (zm. 1966)
  - Miguel Delibes, hiszpański pisarz (zm. 2010)
- 18 października – Melina Mercouri, grecka piosenkarka, aktorka, polityk (zm. 1994)
- 19 października – Stanisław Szuro, polski wojskowy i historyk (zm. 2020)
- 20 października:
  - Fanny de Sivers, estońska eseistka (zm. 2011)
  - Irena Kempówna, polska szybowniczka (zm. 2002)
  - Tun Tin, birmański polityk (zm. 2020)
- 22 października – Timothy Leary, amerykański pisarz, psycholog, profesor Harvardu (zm. 1996)
- 24 października – Danuta Thomas-Jaworska, polska artystka tkaczka (zm. 2021)
- 25 października – Bolesław Kolasa, polski hokeista (zm. 2007)
- 27 października – Nanette Fabray, amerykańska aktorka (zm. 2018)
- 29 października:
  - Baruj Benacerraf, amerykański immunolog pochodzenia wenezuelskiego, laureat Nagrody Nobla (zm. 2011)
  - Hilda Bernard, argentyńska aktorka (zm. 2022)
  - Jadwiga Grabowska-Hawrylak, polska architekt (zm. 2018)
- 31 października:
  - Helmut Newton, niemiecki fotografik (zm. 2004)
  - Fritz Walter, niemiecki piłkarz, kapitan zespołu mistrzów świata w roku 1954 (zm. 2002)
- 3 listopada – Aleksy Dawidowski, pseudonim „Alek”, podporucznik AK (zm. 1943)
- 5 listopada – Douglass North, ekonomista i historyk amerykański, laureat Nagrody Nobla (zm. 2015)
- 7 listopada:
  - Ignacio Eizaguirre, hiszpański piłkarz (zm. 2013)
  - Marianna Popiełuszko, polska rolniczka, matka księdza Jerzego Popiełuszki (zm. 2013)
- 8 listopada – Eugênio de Araújo Sales, brazylijski duchowny katolicki, kardynał (zm. 2012)
- 13 listopada:
  - Eugeniusz Grasberg, polski ekonomista, zamieszkały w USA (zm. 2011)
  - Edward Thomas Hughes, amerykański duchowny katolicki (zm. 2012)
  - Franciszek Kęsy, polski wychowanek salezjański, męczennik, błogosławiony katolicki (zm. 1942)
- 14 listopada:
  - Lidia Lwow-Eberle, polska partyzantka i działaczka kombatancka (zm. 2021)
  - Tadeusz Schmidt, polski aktor (zm. 1976)
- 16 listopada – Eric Hamp, amerykański lingwista (zm. 2019)
- 17 listopada – Jean Starobinski, szwajcarski filozof i krytyk literacki (zm. 2019)
- 19 listopada:
  - Bernhard Kempa, niemiecki piłkarz ręczny (zm. 2017)
  - Janusz Kłosiński, polski aktor (zm. 2017)
- 21 listopada – Stan Musial, amerykański baseballista polskiego pochodzenia (zm. 2013)
- 22 listopada – Kazimierz Kąkol, polski publicysta i polityk (zm. 2016)
- 25 listopada:
  - Karolina Borchardt, polska aktorka (zm. 2011)
  - Ricardo Montalbán, amerykański aktor (zm. 2009)
  - Noel Neill, amerykańska aktorka (zm. 2016)
- 28 listopada:
  - René Chocat, francuski koszykarz (zm. 2000)
  - Cecilia Colledge, brytyjska łyżwiarka figurowa (zm. 2008)
  - Jan Nagrabiecki, polski poeta (zm. 2011)
  - Adam Rodziński, polski filozof, etyk, antropolog, filozof kultury (zm. 2014)
  - Marta Straszna, polska aktorka niezawodowa (zm. 1992)
- 29 listopada:
  - Richard Glazar, czeski Żyd, ocalony z obozu zagłady w Treblince, autor wspomnień obozowych (zm. 1997)
  - Jegor Ligaczow, radziecki polityk (zm. 2021)
- 30 listopada – Virginia Mayo, amerykańska aktorka (zm. 2005)
- 1 grudnia – Lê Đức Anh, wietnamski generał i polityk (zm. 2019)
- 2 grudnia – Zdzisław Mikulski, polski geograf (zm. 2016)
- 3 grudnia – Antonio Imbert Barrera, dominikański generał (zm. 2016)
- 6 grudnia:
  - Dave Brubeck, amerykański pianista i kompozytor jazzowy (zm. 2012)
  - Nikołaj Kirtok, rosyjski lotnik wojskowy (zm. 2022)
  - George Porter, brytyjski chemik, laureat Nagrody Nobla (zm. 2002)
- 7 grudnia:
  - Johnny Lockwood, brytyjski aktor (zm. 2013)
  - Fiorenzo Magni, włoski kolarz (zm. 2012)
  - Józef Żyliński, polski koszykarz (zm. 2014)
- 8 grudnia:
  - Ivar Martinsen, norweski łyżwiarz (zm. 2018)
  - Marian Rejniewicz, polski adwokat, polityk, senator RP (zm. 1995)
- 9 grudnia – Carlo Azeglio Ciampi, włoski bankowiec i polityk, prezydent Włoch (zm. 2016)
- 12 grudnia – Alfred G. Fischer, niemiecko-amerykański naukowiec (zm. 2017)
- 13 grudnia – George P. Shultz, amerykański polityk (zm. 2021)
- 14 grudnia – Clark Terry, amerykański trębacz (zm. 2015)
- 15 grudnia:
  - Albert Memmi, francuski pisarz (zm. 2020)
  - Lucjan Stępień, polski polityk (zm. 2008)
  - Robert Rogalski, polski aktor (zm. 2020)
- 16 grudnia:
  - Dorothy Abbott, amerykańska aktorka i modelka (zm. 1968)
  - Józef Mazuś, podpułkownik SB (zm. 1988)
  - Maria Okońska, polska polonistka, psycholog, uczestniczka powstania warszawskiego (zm. 2013)
- 17 grudnia – Kristo Frashëri, albański historyk (zm. 2016)
- 18 grudnia:
  - Aleksandra Englisz-Krzyżanowska, polska siatkarka (zm. 1990)
  - Walerian Pawłowski, polski dyrygent i kompozytor (zm. 2004)
- 21 grudnia:
  - Alicia Alonso, kubańska tancerka (zm. 2019)
  - Georges Balandier, francuski socjolog, etnolog i antropolog (zm. 2016)
  - Alojzy Józekowski, żołnierz Polskich Sił Zbrojnych na Zachodzie, major łączności, po szkoleniu dla cichociemnych w Wielkiej Brytanii (zm. 2014)
- 24 grudnia:
  - Ewa Petelska, polska reżyserka i scenarzystka (zm. 2013)
  - Jewgienija Rudniewa, radziecki lotnik-nawigator okresu II wojny światowej (zm. 1944)
- 25 grudnia – Modest Sękowski, polski działacz spółdzielczości niewidomych (zm. 1972)
- 27 grudnia – Robert Whittaker, amerykański botanik i ekolog (zm. 1980)
- 29 grudnia – Ludwik Jerzy Kern, polski pisarz, dziennikarz, satyryk (zm. 2010)
- 30 grudnia – Jack Lord, amerykański aktor filmowy i telewizyjny (zm. 1998)
- 31 grudnia – Jean Chabbert, francuski duchowny katolicki (zm. 2016)

## Nagrody Nobla
- z fizyki – Charles Édouard Guillaume
- z chemii – Walther Hermann Nernst
- z medycyny – August Krogh
- z literatury – Knut Hamsun
- nagroda pokojowa – Léon Victor Auguste Bourgeois

## Astronomia
- W Namibii odkryto największy meteoryt, który upadł na Ziemię.

## Święta ruchome
- Tłusty czwartek: 12 lutego
- Ostatki: 17 lutego
- Popielec: 18 lutego
- Niedziela Palmowa: 28 marca
- Pamiątka śmierci Jezusa Chrystusa: 1 kwietnia
- Wielki Czwartek: 1 kwietnia
- Wielki Piątek: 2 kwietnia
- Wielka Sobota: 3 kwietnia
- Wielkanoc: 4 kwietnia
- Poniedziałek Wielkanocny: 5 kwietnia
- Wniebowstąpienie Pańskie: 13 maja
- Zesłanie Ducha Świętego: 23 maja
- Boże Ciało: 3 czerwca